# Schiers
Schiers (Reto-Romaans: Aschera; Walserduits: Schiersch; Italiaans (verouderd): Sceria of Acerina) is een gemeente en plaats in het Zwitserse kanton Graubünden, en maakt deel uit van het district Prättigau/Davos.
Schiers telt 2418 inwoners. Nabij Schiers bevindt zich de Salginatobelbrücke.